# Габріель Янку
Габріель Янку (рум. Gabriel Iancu, нар. 15 квітня 1994, Бухарест) — румунський футболіст, півзахисник клубу «Віїторул».
Виступав, зокрема, за клуб ««Стяуа»», а також молодіжну збірну Румунії.

## Клубна кар'єра
Народився 15 квітня 1994 року в місті Бухарест.
У дорослому футболі дебютував 2011 року виступами за команду клубу «Віїторул», в якій провів один сезон, взявши участь у 30 матчах чемпіонату. Більшість часу, проведеного у складі «Віїторула», був основним гравцем команди. У складі «Віїторула» був одним з головних бомбардирів команди, маючи середню результативність на рівні 0,37 голу за гру першості.
До складу клубу «Стяуа» приєднався 2013 року. Відіграв за бухарестську команду 54 матчі в національному чемпіонаті. Частину сезону 2015-16 на правах оренди провів у складі турецького клубу «Кардемір Карабюкспор».
Влітку 2016 повернувся до команди «Віїторул», а вже наступного сезону захищав кольори польського клубу «Термаліка Брук-Бет».
Влітку 2018 Габріель повернувся на батьківщину, де спочатку одну гру провів за команду «Волунтарі», а згодом дванадцять матчів провів у складі клубу «Дунеря». У 2019 повернувся до клубу «Віїторул» кольори якого наразі захищає.

## Виступи за збірні
У 2011 році дебютував у складі юнацької збірної Румунії, взяв участь у 7 іграх на юнацькому рівні, відзначившись 2 забитими голами.
З 2012 року залучається до складу молодіжної збірної Румунії. На молодіжному рівні зіграв у 10 офіційних матчах, забив 2 голи.

## Титули і досягнення
- Чемпіон Румунії (4):

«Стяуа»: 2012-13, 2013-14, 2014-15
«Віїторул»: 2016-17
- Володар Суперкубка Румунії (2):

«Стяуа»: 2013
«Віїторул»: 2019
- Володар Кубка Румунії (1):

«Стяуа»: 2014-15
- Володар Кубка румунської ліги (1):

«Стяуа»: 2014-15

### Індивідуальні
- Найкращий бомбардир чемпіонату Румунії: 2019–20 (18 голів)